# John Sheridan
John Joseph Sheridan nació el 1 de octubre de 1964 en Stretford, Gran Mánchester, y es un exfutbolista internacional irlandés pese a que nació en Inglaterra. Como futbolista desarrolló la mayoría de su carrera en el Leeds United y Sheffield Wednesday. Especialmente recordado fue su paso por el Wednesday, equipo con el que anotó el gol vencedor en la final de la Football League Cup ante el Manchester United.
Fue internacional en 34 ocasiones y disputó dos Mundiales con la República de Irlanda. Tras su retirada se convirtió en entrenador de fútbol, y dirigió al Oldham Athletic.
Actualmente dirige al Swindon Town de la English Football League One de Inglaterra.

## Trayectoria

### Clubes
Nacido en Stretford, Gran Manchester, Sheridan comenzó su carrera en las categorías inferiores del Manchester City, aunque no llegó a debutar con el primer equipo. En 1982 el Leeds United se hizo con sus servicios, llegando a ser una institución en el equipo blanco jugando 267 partidos y anotando 52 goles. Era un héroe de culto en Leeds debido a su habilidad en el lanzamiento de faltas y su capacidad de pase, lo que convirtió a Sheridan en la luz que brilló durante los oscuros años que vivía el club de Yorkshire. Howard Wilkinson llegó como nuevo entrenador del Leeds y vendió a Sheridan al Nottingham Forest en 1989. Hizo sólo una aparición con el bicampeón de Europa antes de incorporarse al Sheffield Wednesday en el mismo año, donde sí gozó de continuidad. Fue con los owls ("búhos", como se conoce al Sheffield Wednesday) donde Sheridan jugó el mejor fútbol de su carrera, anotando 33 goles en 243 encuentros. El centrocampista irlandés siempre será recordado entre la afición del Wednesday por anotar el único gol de la final de la Football League Cup, 1-0, al Manchester United en 1991. Irónicamente, Sheridan fue un seguidor de toda la vida del Manchester United.
Tras su etapa con los owls, Sheridan se unió al Birmingham City en calidad de cedido, con los que jugó cuatro partidos. Definitivamente el Wednesday traspasó al internacional irlandés al Bolton Wanderers, con quienes jugó 36 encuentros y consiguió dos goles entre 1996 y 1998. La carrera del futbolista parecía aproximarse ya a su ocaso, más aún tras concretar su fichaje por el modesto Doncaster Rovers en 1998, equipo de la Football Conference y con el que sólo disputó ocho partidos. El futbolista irlandés vivió una segunda edad dorada, aunque lejos del fútbol de más alto nivel. En 1998, tras su fugaz experiencia con el Doncaster, Sheridan fichó por el modesto Oldham Athletic, donde jugó 162 partidos, anotando 17 goles. El ya veterano mediapunta vivió un emotivo regreso a Hillsborough, en agosto de 2003, donde anotó un gol que dejaba el partido en empate y vio como era aplaudido por los aficionados de ambos conjuntos. Se retiró al término de esa misma campaña, en 2004.

### Selección nacional
Sheridan fue 34 veces internacional con la República de Irlanda y marcó cinco goles. Anotó el gol número 100 de la selección del trébol en Lansdowne Road en 1994 frente a Bolivia.
Formó parte de la expedición que participó en la Eurocopa de 1988, pero no llegó a disputar ningún encuentro. Tuvo minutos en el Mundial de Italia '90 y en el de Estados Unidos de 1994 disputó los cuatro partidos que jugó el combinado de Jack Charlton, incluyendo la sorprendente victoria en el primer partido ante Italia, 1-0, con gol de Ray Houghton.

### Participaciones en Copas del Mundo
| Mundial                        | Sede           | Resultado        |
| ------------------------------ | -------------- | ---------------- |
| Copa Mundial de Fútbol de 1990 | Italia         | Cuartos de final |
| Copa Mundial de Fútbol de 1994 | Estados Unidos | Octavos de final |

### Participaciones en Eurocopas
| Eurocopa      | Selección | Resultado    | Partidos |
| ------------- | --------- | ------------ | -------- |
| Eurocopa 1988 | Irlanda   | Primera fase | 3        |

## Clubes

### Como jugador
| Club                     | País       | Año         |
| ------------------------ | ---------- | ----------- |
| Manchester City          | Inglaterra | 1981 - 1982 |
| Leeds United             | Inglaterra | 1982 - 1989 |
| Nottingham Forest        | Inglaterra | 1989        |
| Sheffield Wednesday      | Inglaterra | 1989 - 1996 |
| Birmingham City (cedido) | Inglaterra | 1996        |
| Bolton Wanderers         | Inglaterra | 1996 - 1998 |
| Doncaster Rovers         | Inglaterra | 1998        |
| Oldham Athletic          | Inglaterra | 1998 - 2004 |

### Como entrenador
| Club             | País       | Año           |
| ---------------- | ---------- | ------------- |
| Oldham Athletic  | Inglaterra | 2001          |
| Oldham Athletic  | Inglaterra | 2003 - 2004   |
| Oldham Athletic  | Inglaterra | 2006 - 2009   |
| Chesterfield     | Inglaterra | 2009 - 2012   |
| Plymouth Argyle  | Inglaterra | 2013 - 2015   |
| Newport County   | Inglaterra | 2015 - 2016   |
| Oldham Athletic  | Inglaterra | 2016          |
| Notts County     | Inglaterra | 2016 - 2017   |
| Oldham Athletic  | Inglaterra | 2017          |
| Fleetwood Town   | Inglaterra | 2018          |
| Carlisle United  | Inglaterra | 2018 - 2019   |
| Chesterfield     | Inglaterra | 2019 - 2020   |
| Waterford United | Irlanda    | 2020          |
| Wigan Athletic   | Inglaterra | 2020          |
| Swindon Town     | Inglaterra | 2020-presente |

## Palmarés

### Como jugador

#### Sheffield Wednesday
- Football League Cup: 1991
- FA Cup: subcampeón, 1993

#### Bolton
- Football League First Division: 1996-97

### Como entrenador

#### Chesterfield
- Football League Two: 2010-11
- Football League Trophy: 2011-12